# Psectrocladius aureus
Psectrocladius aureus är en tvåvingeart som beskrevs av Oskar Augustus Johannsen 1908. Psectrocladius aureus ingår i släktet Psectrocladius och familjen fjädermyggor.
Artens utbredningsområde är Kansas. Inga underarter finns listade i Catalogue of Life.